# Giostra del Saracino (Arezzo)
La Giostra del Saracino è un torneo equestre che si tiene due volte all’anno, a giugno e a settembre, ad Arezzo.
Pur con origini medievali, si disputa in era moderna dal 1931 e contrappone i quattro quartieri in cui è suddivisa la città: il quartiere di Porta Crucifera (conosciuto anche come "Colcitrone"), il quartiere di Porta del Foro (conosciuto anche come "quartiere di Porta San Lorentino"), il quartiere di Porta Sant'Andrea e il quartiere di Porta Santo Spirito (noto anche come "quartiere della Colombina" e corrispondente all'antico quartiere di Porta del Borgo).

## La Giostra del Saracino

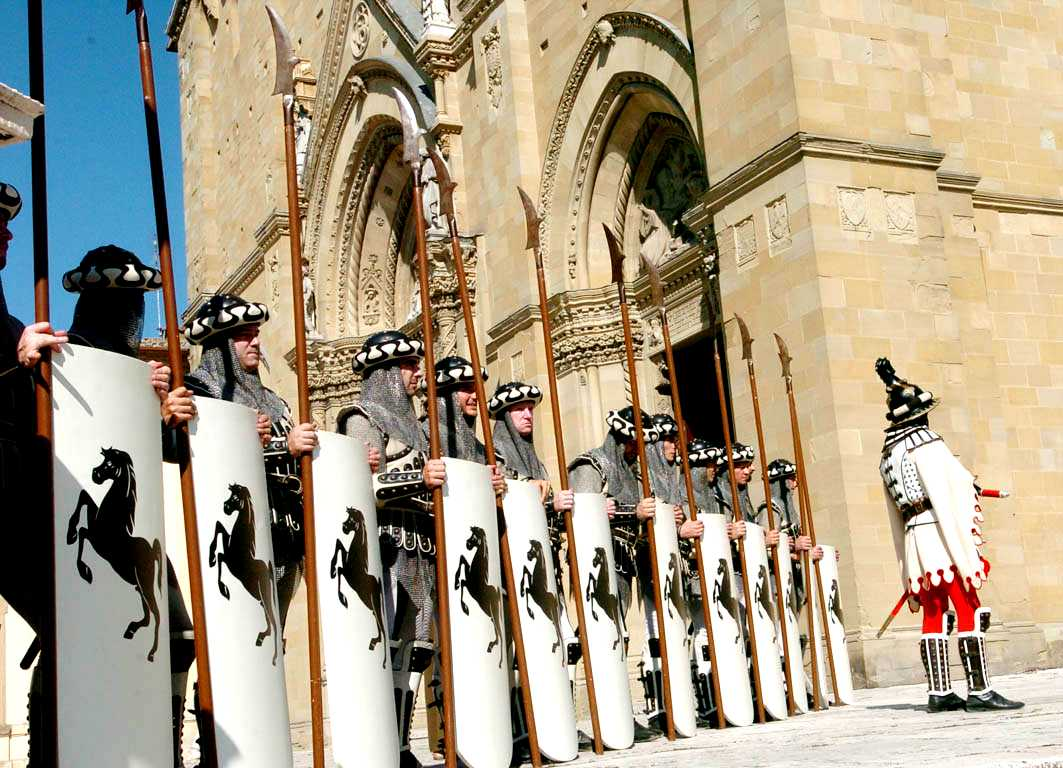
I Fanti del Comune di Arezzo

La Giostra del Saracino si disputa nella Piazza Grande di Arezzo due volte l'anno:
- il penultimo sabato del mese di giugno, in notturna, dedicata a San Donato, patrono di Arezzo, e per questo definita "Giostra di San Donato";[5]
- la prima domenica del mese di settembre, di giorno, dedicata alla sacra immagine della Madonna del Conforto, protettrice di Arezzo, e per questo detta "Giostra della Madonna del Conforto".[6]

## La storia della Giostra

### Le origini della Giostra
La Giostra è oggi disputata in costume medievale (XIV secolo), a memoria della sua magnificenza al tempo del libero comune, ma presumibilmente ad Arezzo si svolgeva già dal XIII secolo.
Si tratta di un'antica competizione cavalleresca che affonda le sue origini nel Medioevo e che consiste nel colpire un bersaglio, posto sullo scudo che Buratto (un automa girevole che impersona il "Re delle Indie") tiene sul braccio sinistro, con un colpo di lancia al termine di una veloce carriera a cavallo. Il tutto deve avvenire senza farsi colpire dal mazzafrusto, tenuto dal Buratto stesso nel braccio destro, il quale viene azionato da un meccanismo a molla che aumenta l'azione di rotazione già impressa dal colpo del cavaliere.
In principio, probabilmente, questo cavalcare contro un fantoccio era un esercizio militare, che lentamente avrebbe assunto i connotati di manifestazione nella quale si sfidavano i cavalieri durante particolari celebrazioni o semplicemente per dimostrare la propria abilità.
Di torneamenti e giostre visti in terra di Arezzo parla anche espressamente Dante Alighieri, all'inizio del XXII canto dell'Inferno, in alcune celebri terzine:
e cominciar stormo a far lor mostra,
e tal volta partir per loro scampo;
corridor vidi per la terra vostra,
o Aretini, e vidi gir gualdane,
fedir torneamenti e correr giostra;
quando con trombe, e quando con campane,
con tamburi e con cenni di castella,
e con cose nostrali e con istrane;»
(Dante Alighieri, La Divina Commedia - Inferno, Canto XXII, 1-9)
Risale al 1260 la più antica testimonianza di un torneo cavalleresco in Piazza Grande, indetto a celebrazione dell'investitura a cavaliere dell'ordine dello Speron d'oro di Ildebrandino Giratasca.
Successivamente, due lettere inviate dai Tarlati, signori di Arezzo, alla Curia avignonese nel novembre 1331 menzionano tornei con le lance (detti "hastiludia") svoltisi in città per celebrare il buon esito di una missione diplomatica in Francia, che aveva portato a far togliere l'interdetto alla città. Lo stesso Statuto cittadino del 1327 prevedeva la possibilità di correr giostra nell'ambito dei festeggiamenti patronali: ciò è comprovato da documentazione comprovante lo svolgimento di due giostre (anche se ad tabulam, all'incontro) corse per tale ricorrenza nel 1491 e 1492.

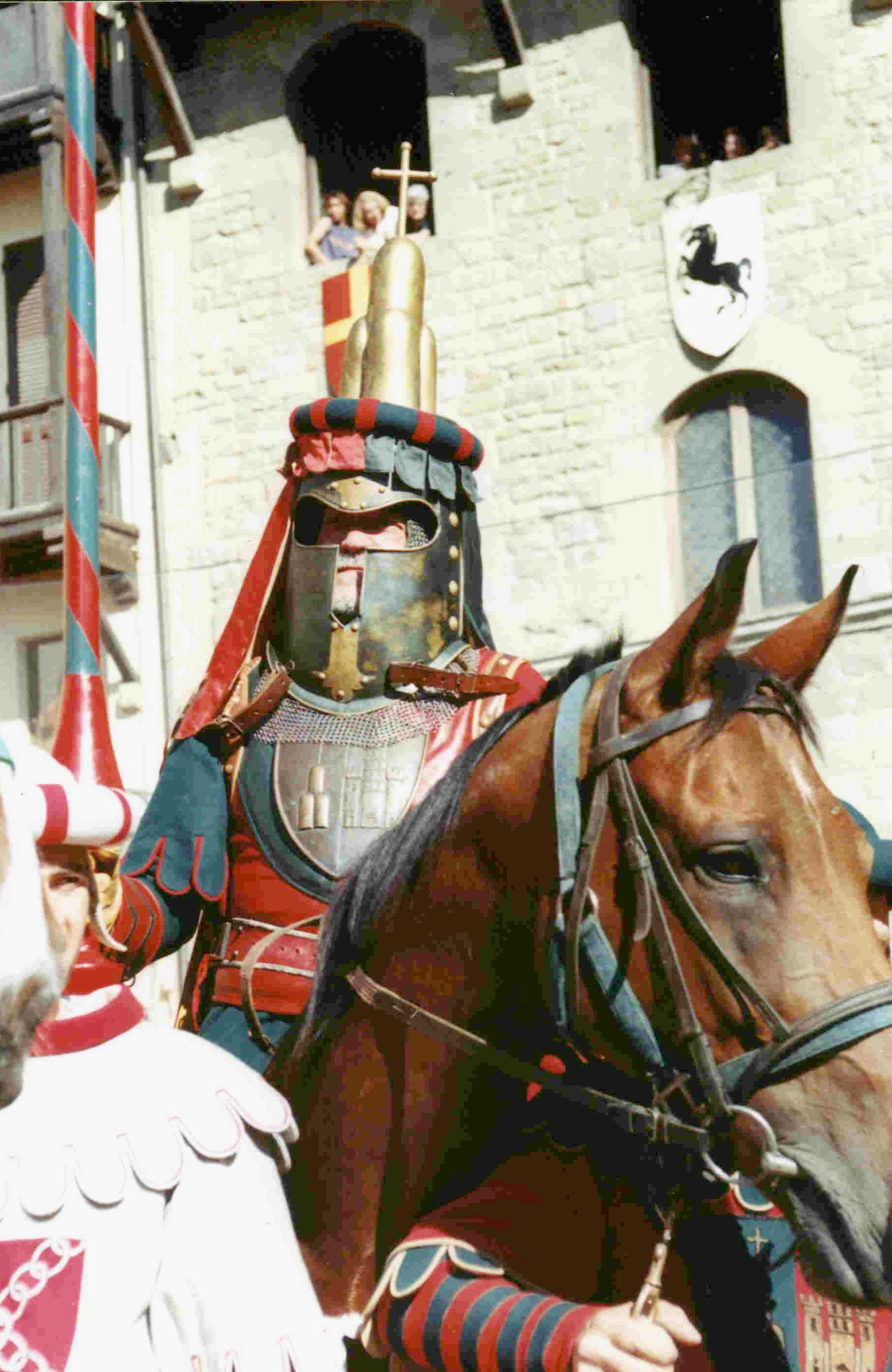
Il Capitano del quartiere di Porta Crucifera

Il Rinascimento è l'epoca della consacrazione di tali spettacoli. Con un provvedimento del 6 agosto 1535, le autorità aretine deliberano di giostrare ad burattum in occasione della festa patronale di San Donato.
A seguire, giostre in occasione della visita di personalità illustri sono disputate nel 1536 (alla presenza di Alessandro de' Medici, duca di Firenze), nel 1593 (in onore di Ferdinando I de' Medici, granduca di Toscana), nel 1612 (in onore di Cosimo II de' Medici) e nel 1616 (alla presenza di Francesco Maria II della Rovere, duca di Urbino). Un'altra giostra era stata programmata nel 1556 per la possibile visita del Duca Cosimo I e altre ancora ne furono corse per ricorrenze o festività aretine per tutto il XVI e XVII secolo. Nel 1605 una giostra del Buratto Re delle Indie aretino si tenne a Pisa nell'ambito dei festeggiamenti durante un viaggio della corte medicea.
Di un'altra giostra, disputata il 16 dicembre 1677 e organizzata dall'Accademia degli Oscuri in onore del proprio patrono San Niccolò alla presenza del Barone de Sisi, è pervenuto il regolamento scritto (cd. "capitoli") e persino di un tabellone a punti. Questi capitoli (regolamenti) oggi sono ancora la base con cui si disputa la Giostra.
Un'ulteriore giostra, tenutasi nel 1684, è dettagliatamente descritta dal poeta anghiarese Federigo Nomi, nel suo poema "Il catorcio di Anghiari".
Anche nel XVII secolo sono ricordate varie giostre, con la differenza che era sovente la nuova classe borghese a cimentarvisi. Quindi, nel XIX secolo, sono documentate giostre disputate nel 1810 e nel 1811, in onore di Napoleone Bonaparte, nonché nel 1813 e nel 1838, tenutesi al "Prato" di Arezzo.
A testimonianza della continuità e del radicamento della Giostra ad Arezzo, a partire almeno dalla fine del Settecento e per gran parte del XIX secolo esistono memorie di Giostre "popolane": difatti il popolino dei sobborghi aveva sviluppato un proprio modello "povero" (senza cavallo) per festeggiamenti rionali.
Sempre al Prato si svolse, il 22 luglio 1904, un'ulteriore giostra, in occasione delle celebrazioni in onore di Francesco Petrarca, durante la quale si esibirono anche i Dragoni di casa Savoia.

#### I quartieri nel medioevo

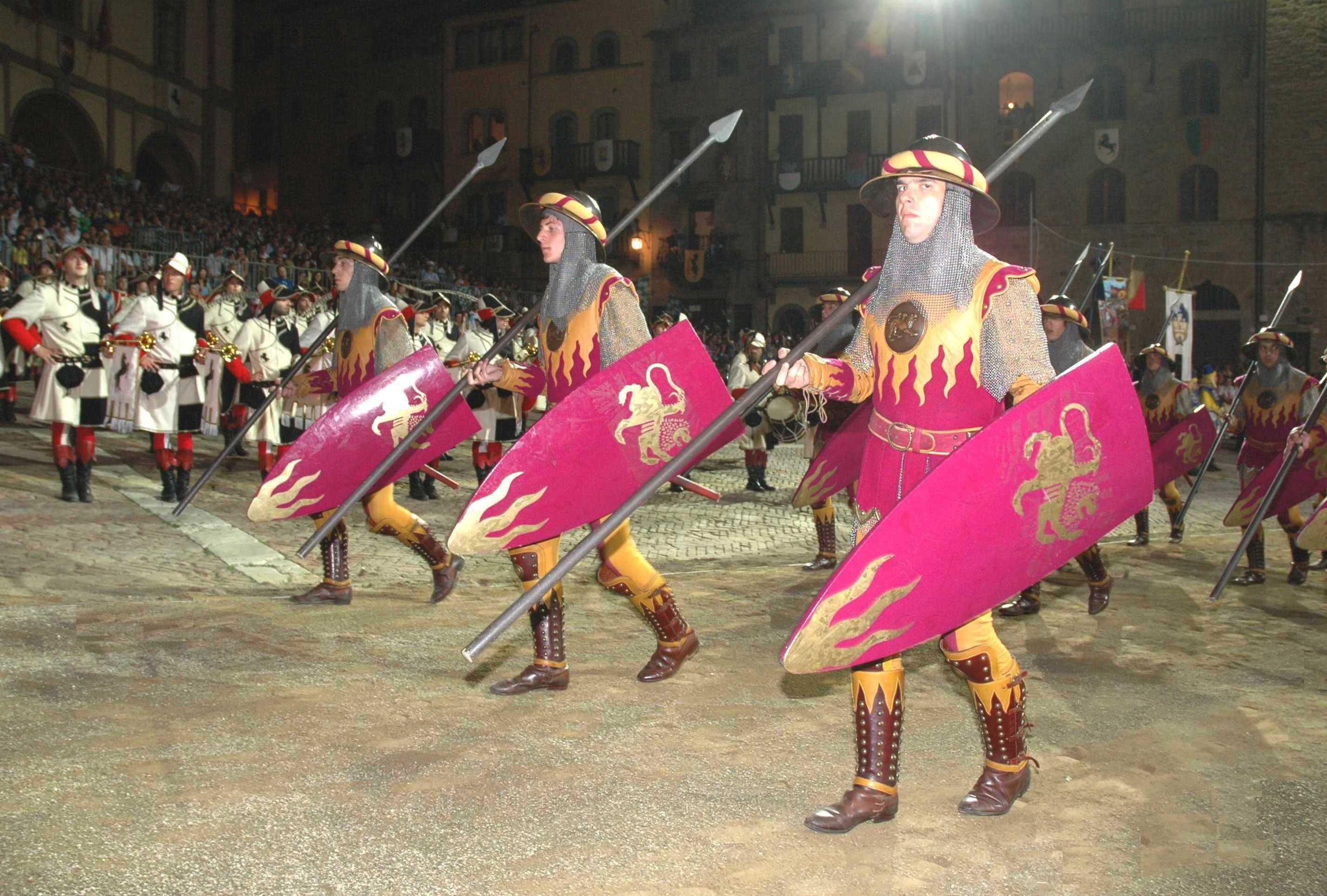
Armigeri del quartiere di Porta del Foro

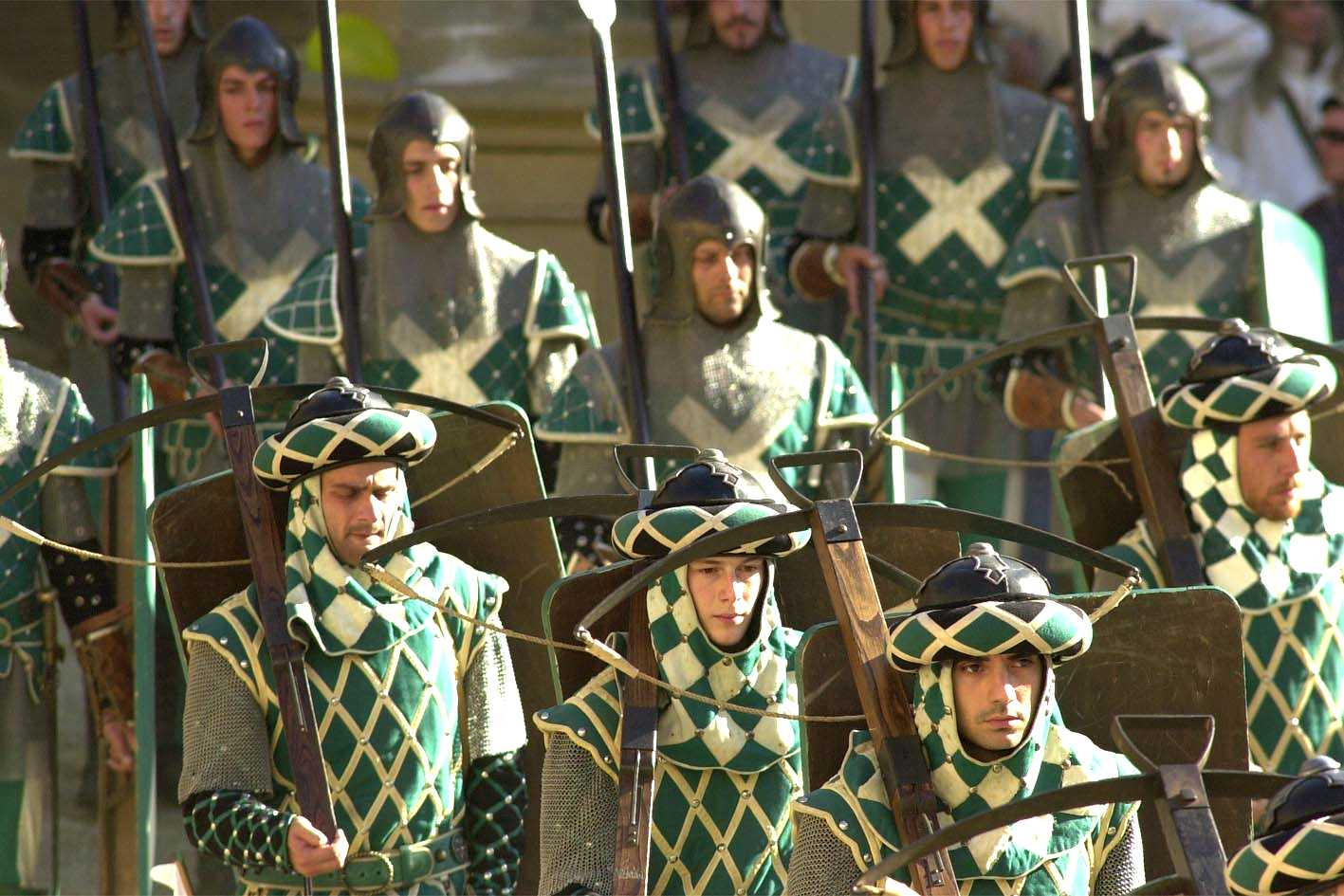
Balestrieri e Armigeri del quartiere di Porta Sant'Andrea

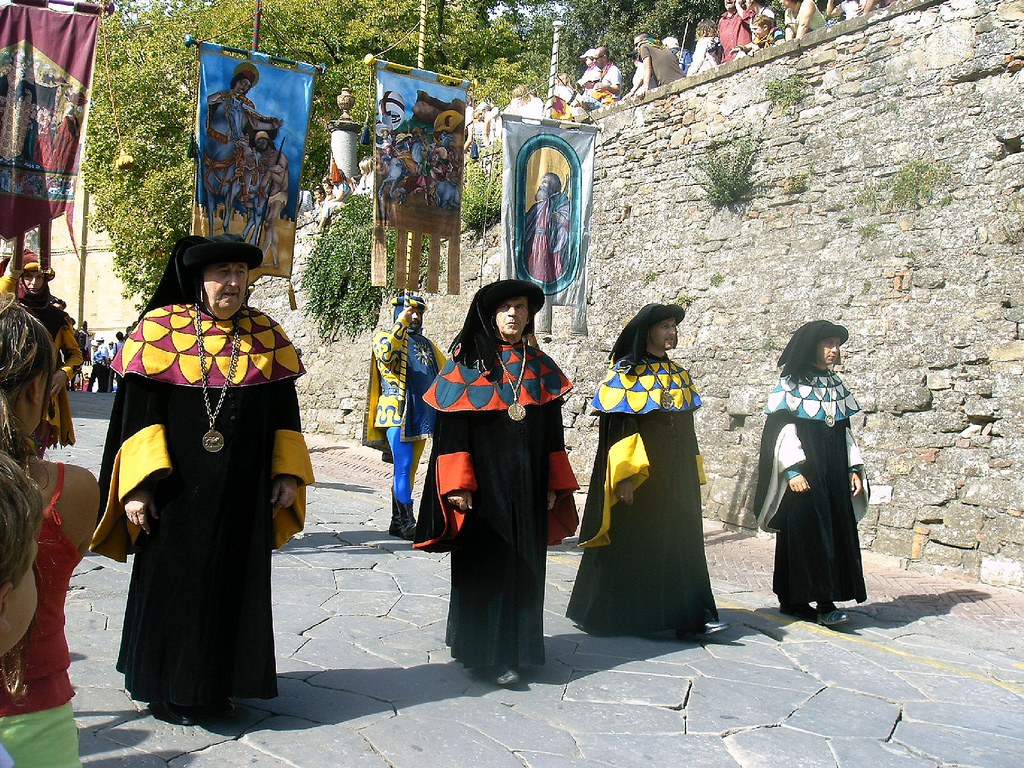
I Rettori dei quattro quartieri.

Dagli Statuti del 1327 apprendiamo che in quell'anno Arezzo era suddivisa in quarti, il cui nome derivava dalle maggiori porte della cinta muraria: il quartiere di Porta Crucifera, il quartiere di Porta Sant'Andrea, il quartiere di Porta del Foro e il quartiere di Porta Burgi (il cui territorio corrisponde a quello dell'attuale Porta Santo Spirito, e non dell'omonimo quintiere che prenderà parte alla sola edizione del 1931). La suddivisione amministrativa in quarti interessava la vita politica, giudiziaria, civile e anche religiosa e si estendeva anche oltre le mura cittadine, arrivando al limes dello Stato di Arezzo, il cui territorio era diviso in tre fasce concentriche.
Le prime due erano le "Camparie", che rappresentavano la zona subito fuori le mura, e le "Cortine", che si estendevano all'incirca per cinque miglia. Queste prime due ripartizioni prendevano direttamente il nome dalle quattro porte di appartenenza. Porta Crucifera controllava le Camparie e le Cortine a nord-est, Porta Sant'Andrea a sud-est, Porta del Foro a nord-ovest e Porta Burgi a sud-ovest. Poi vi era la terza fascia, formata da cinque "Viscontarie" che inglobavano quel territorio comprendente gli altri comuni e comunelli facenti parte del comitato aretino.
Le Viscontarie erano chiamate di Montagna, di Verona, di Cegliolo, del Piano d'Arezzo e della Valdambra:
- Porta Crucifera aveva giurisdizione su quella di Verona, ovvero l'alta Valle del Tevere;
- Porta Sant'Andrea aveva competenza su quella di Cegliolo, fascia sub-appenninica e collinare che andava dal cortonese fino alle pendici meridionali dell'Alpe di Catenaia, delimitata nel suo lato a sud-ovest dalle paludi della Val di Chiana;
- Porta del Foro aveva sfera d'azione sulla Viscontaria di Montagna (il Casentino) e sulla parte quella di Valdambra a destra dell'Arno;
- Porta Burgi, infine, aveva capitolo sul Piano d'Arezzo, sulla Valdichiana oltre le paludi (da Civitella a Foiano) e sulla Visconteria di Valdambra, per il lato di sinistra dell'Arno.

Nella loro porzione di Camparie, Cortine e Viscontarie, le quattro porte avevano potestà in materia civile, di giustizia e di pagamento dei dazi.

#### Le casate di città e quelle del contado
Il corteo che oggi anticipa la Giostra vede sfilare anche gli emblemi e i cavalieri di alcune delle principali famiglie nobili della città e del contado che nei territori abbinati ai quartieri possedevano la dimora o avevano avuto feudi e consorterie, quindi peso politico e militare al tempo del libero Comune:
- il quartiere di Porta Crucifera porta in piazza le casate di città dei Bacci, dei Bostoli, dei Brandaglia e dei Pescioni; per quanto riguarda il contado, i nobili della Faggiuola e i Conti di Montedoglio;
- il quartiere di Porta Sant'Andrea le famiglie cittadine dei Conti di Bivignano, i Guillichini, i Lambardi da Mammi e i Testi e i consortati nobiliari dei Barbolani Conti di Montauto e dei Marchesi Bourbon del Monte Santa Maria.
- a Porta del Foro fanno capo i Grinti di Catenaia, i Sassoli, i Tarlati di Pietramala, gli Ubertini e le consorterie dei Conti Guidi di Romena e dei Cattani della Chiassa;
- a Porta Santo Spirito, infine, le casate urbane degli Albergotti, degli Azzi, dei Camaiani e dei Guasconi e quelle del contado dei Pazzi del Valdarno e dei Tolomei del Calcione.

### La Giostra in età moderna

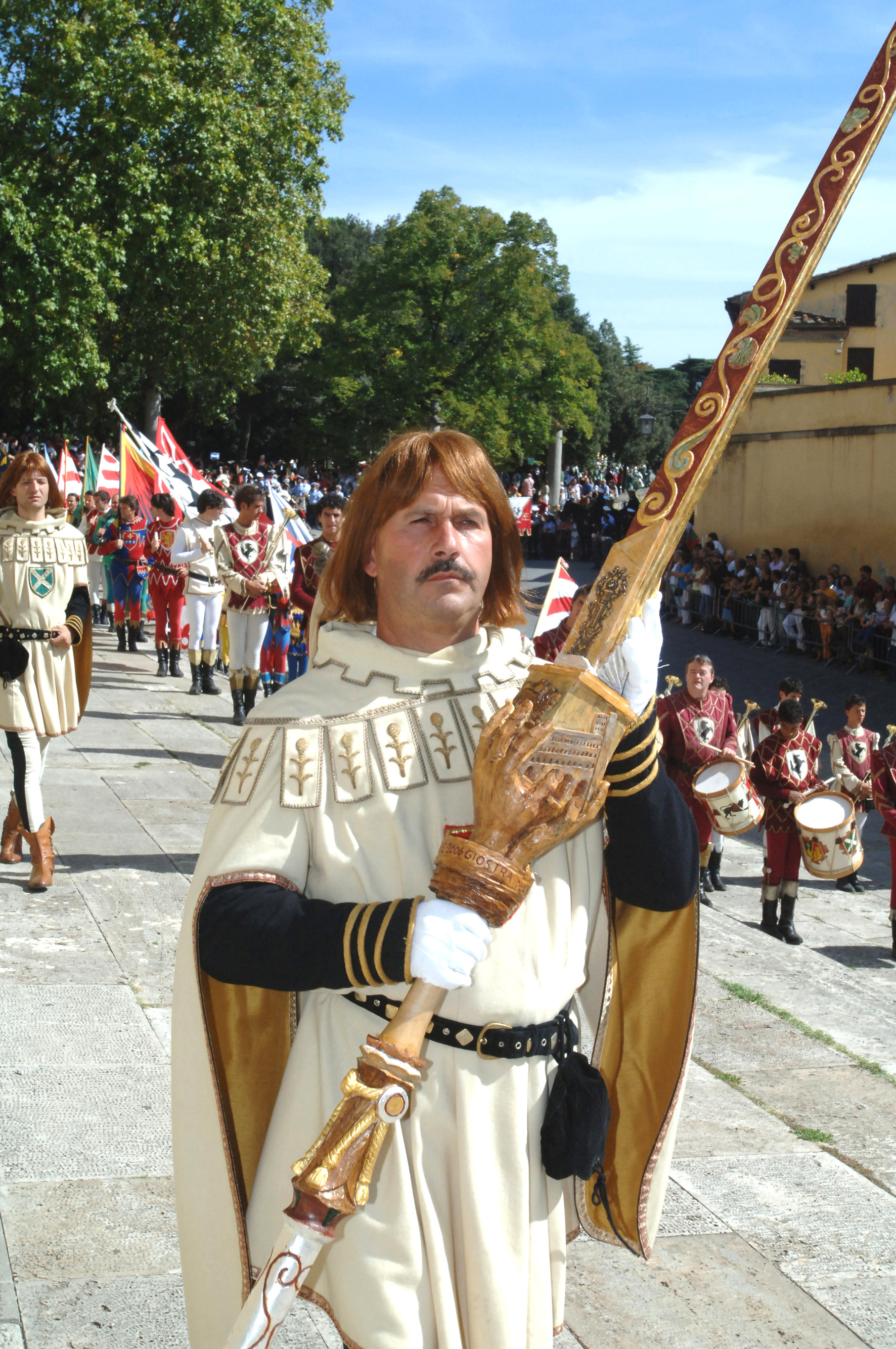
Valletto del Comune di Arezzo con la lancia d'oro, prestigioso e ambito trofeo della Giostra del Saracino

La prima edizione dell'era moderna si svolse il 7 agosto 1931, data in cui ricorre la festa del patrono d'Arezzo, San Donato. Secondo l'aneddotica, la tradizionale manifestazione fu riproposta in seguito al ritrovamento, ad opera dal giornalista de La Nazione Alfredo Bennati nel 1930 presso la biblioteca civica, dei capitoli della Giostra corsa nel 1677. Si narra che il giornalista aretino fosse alla ricerca della ricetta di un dolce e che incappò casualmente in documenti medievali riguardanti giostre medievali e del suddetto regolamento. La giostra avrebbe avuto quale scopo quello d'allenare i cavalieri aretini nel combattere i predoni che dalle coste si avventuravano fino nell'entroterra. Per questo si raffigurava il Buratto come "Re delle Indie" e con fogge mediorientali.

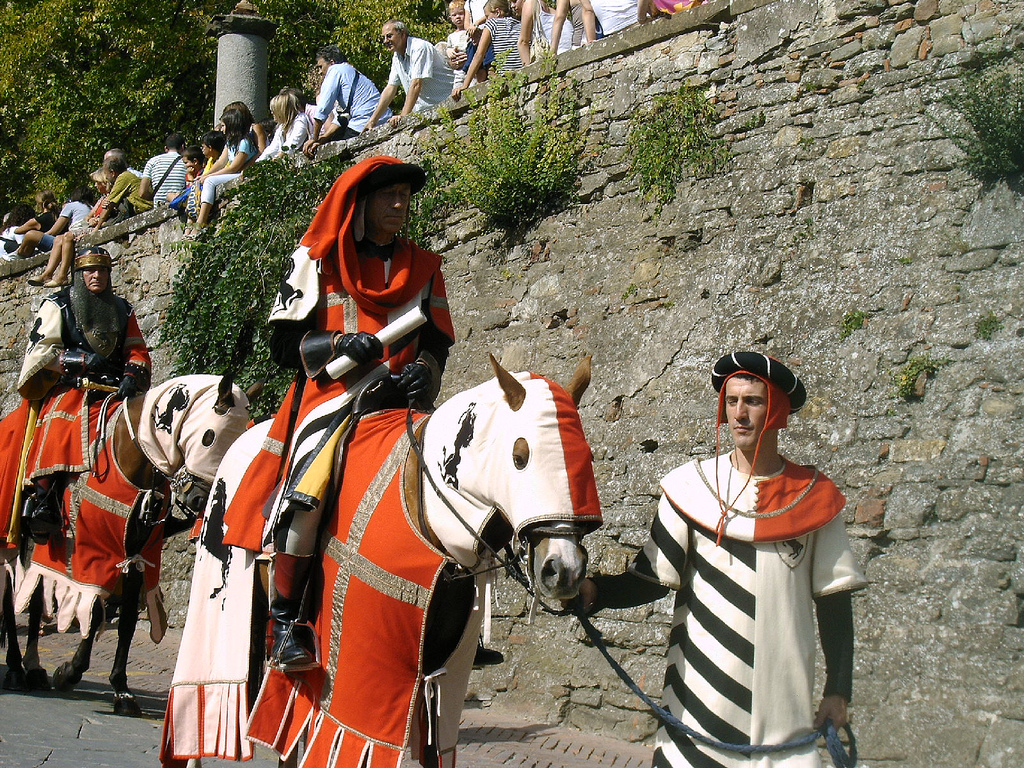
L'Araldo della Giostra del Saracino.

Il 7 agosto 1931, su impulso del podestà Pier Lodovico Occhini, ad Arezzo si tornò a ricorrere la Giostra. 
Nei secoli la manifestazioni aveva avuto molti significati: dalla festa alla ricorrenza, dalla dimostrazione di magnificenza e della potenza della città alla legittimazione delle differenze di classe. 
Con la giostra contemporanea si pensò di introdurre direttamente nell'organizzazione e in competizione tra loro i quartieri che in passato vi partecipavano solo indirettamente. Questa fu anche l'occasione per darle una cadenza fissa e ricorrente.
Il "sapersi adattare e mutare, conservando le sue peculiarità, caratteristiche e carattere" può essere considerata una specifica e motivo di tanto successo della secolare vita della tradizione della Giostra del Saracino di Arezzo.
Il popolo cittadino venne così suddiviso in cinque zone, dette "quintieri": Porta Crocifera (colori bianco e verde), Porta Fori (giallo e cremisi), Porta Santo Spirito (azzurro e oro), Saione (verde, rosso e bianco) e Porta Burgi (verde e rosso e oro). A quest'ultimo rione andò la vittoria della giostra così rivista. È appunto sulla base di questa nuova struttura e tra i suoi contendenti che si fa partire il conto delle vittorie. La suddivisione proposta rappresentava le realtà territoriali contemporanee, che sommavano quindi a realtà storiche anche quartieri e persino, come nel caso di Saione, circoscrizioni moderne.
Considerato però un anacronismo rispetto all'ambientazione medievale, nei mesi dell'inverno tra il 1931 e il 1932 si decise di attenersi alla suddivisione territoriale della città in Quarti. Porta Crocifera e Porta Fori mutarono i propri nomi in quelli attuali di quartiere di Porta Crucifera e quartiere di Porta del Foro. Il rione di Saione fu inglobato da Porta Santo Spirito, mentre la zona assegnata l'anno prima a Porta Burgi venne in gran parte assorbita da Porta Crucifera, con unione anche degli emblemi invertendo il bipartito e aggiungendo i tre monti all'italiana sormontati dalla croce sul lato sinistro e spostando l'immagine della Pieve affiancata da due torri sul lato destro. Porta Crucifera cedette lo stemma usato nel 1931 e parte del suo territorio alla ripristinato quartiere di Porta Sant'Andrea. 
L'unica dissonanza rispetto al Medioevo venne mantenuta dal quartiere di Porta Santo Spirito (denominazione di età più tarda), che non ha mai sostituito la propria denominazione in quartiere di Porta Burgi nell'abbinamento alla parte sud-ovest di Arezzo.

## I quartieri
Quartiere di Porta Crucifera 
Noto anche come "Colcitrone".
- Colori: rosso e verde.

Stemma di Porta Crucifera

Stemma di Porta del Foro

Stemma di Porta Sant'Andrea

- Raffigurazione araldica dell'emblema: «Partito: nel primo di rosso, al monte all’italiana d’oro, movente dalla punta e cimato da una croce latina dello stesso; nel secondo di verde, al campanile della chiesa di Santa Maria della Pieve di Arezzo d’oro, finestrato di nero e accompagnato da due torri dello stesso, finestrate di nero, quella di destra più alta, tutti moventi dalla punta; il tutto sormontato dal Nodo di Savoia d’oro, sormontato a sua volta dalla Corona Reale di Savoia, ambedue attraversanti la partizione».
- Curiosità: Dal 1962, con lettera proveniente dalla real Casa di Savoia (in esilio), a firma del ministro Falcone Lucifero, ha avuto il privilegio araldico della “corona reale” e del “nodo sabaudo”. Ciò rende il Quartiere di Porta Crucifera, tra tutte le compagini di rievocazioni e perduranti tradizioni folkloristiche, l'unica compagine a poter vantare un privilegio araldico regio assieme alle contrade di Siena.
- Territorio: settore nord-est della città. Al quartiere sono inoltre associate le antiche Cortine di Porta Crucifera e la Visconteria della Verona.
- Motto: Excelsior Crux Maior Gloria.
- Casate della città: Bacci, Bostoli, Brandaglia, Pescioni.
- Casate del contado: Conti di Montedoglio, Nobili della Faggiuola.
- Sede: Palazzo Alberti, via San Niccolò 1.
- Protettore: San Martino.
- Oratorio: Chiesa di Santa Croce, via di Santa Croce.
- Rettore: Andrea Fazzuoli
- Capitano: Alberto Branchi
- Giostratori: Lorenzo Vanneschi, Niccolò Paffetti.
- Giornale periodico: "Il Mazzafrusto".
- Lance d'oro: 39
- Ultima vittoria: 3 settembre 2023 (Lorenzo Vanneschi e Niccolò Paffetti).

 Quartiere di Porta del Foro 
Noto anche come "San Lorentino".
- Colori: giallo e cremisi.
- Raffigurazione araldica dell'emblema: «Di cremisi alla chimera di Arezzo rivoltata».
- Territorio: settore nord-ovest della città. Al quartiere sono inoltre associate le antiche Cortine di Porta del Foro, la Visconteria di Montagna e la Visconteria della Valdambra oltre l'Arno.
- Motto: "Tria capita, una mens".
- Casate della città: Grinti di Catenaia, Sassoli, Ubertini, Tarlati.
- Casate del contado: Cattani della Chiassa, Conti Guidi di Romena.
- Sede: nei locali di Porta San Lorentino.
- Protettori: Santi Lorentino e Pergentino.
- Oratorio: Chiesa di San Domenico, Piazza Fossombroni.
- Rettore: Roberto Felici
- Capitano: Diego Giusti
- Giostratori: Davide Parsi, Francesco Rossi
- Giornale periodico: "Lancia in Resta".
- Lance d'oro: 27
- Ultima vittoria: 22 giugno 2019 (Gabriele Innocenti, Davide Parsi).

 Quartiere di Porta Sant'Andrea 
- Colori: bianco e verde.
- Raffigurazione araldica dell'emblema: «Di verde alla croce di Sant'Andrea d'argento».
- Territorio: settore sud-est della città. Al quartiere sono inoltre associate le antiche Cortine di Porta Sant'Andrea e la Visconteria di Cegliolo.
- Motto: "Divus Andreas superior discedit".
- Casate della città: Conti di Bivignano, Guillichini, Lambardi da Mammi, Testi.
- Casate del contado: Barbolani Conti di Montauto, Marchesi del Monte Santa Maria.
- Sede: Palazzo San Giusto, via delle Gagliarde 2.
- Protettore: Sant'Andrea Guasconi.
- Oratorio: Chiesa di Sant'Agostino, Piazza Sant'Agostino.
- Rettore: Maurizio Carboni
- Capitano: Andrea Gavagni
- Giostratori: Saverio Montini, Tommaso Marmorini.
- Giornale periodico: "Il Bando".
- Lance d'oro: 39
- Ultima vittoria: 01 settembre 2024 (Tommaso Marmorini, Saverio Montini).

 Quartiere di Porta Santo Spirito 

Stemma di Porta Santo Spirito

Noto anche come "quartiere della Colombina".
- Colori: giallo e azzurro.
- Raffigurazione araldica dell'emblema: «D'azzurro al ponte di tre archi al naturale, caricato al di sopra di quello centrale, più alto, da una lettera M cimata da una croce di nero, e cimato da una cinta muraria con tre torri al naturale, sormontato dalla colomba dello Spirito Santo raggiante d'oro».
- Territorio: settore sud-ovest della città. Al quartiere sono inoltre associate le antiche Cortine di Porta del Borgo, la Visconteria del Piano di Arezzo e la Visconteria della Valdambra fino all'Arno.
- Motto: Ex antiquitate ardor.
- Casate della città: Albergotti[16], Azzi, Camaiani, Guasconi.
- Casate del contado: Pazzi del Valdarno, Tolomei del Calcione.
- Sede: Bastioni di Porta Santo Spirito, via Niccolò Aretino 4.
- Protettore: San Jacopo.
- Oratorio: Chiesa di Sant'Antonio, via Vittorio Veneto.
- Rettore: Giacomo Magi
- Capitano: Niccolò Pino
- Giostratori: Gianmaria Scortecci, Elia Cicerchia
- Giornale periodico: Il Bastione.
- Lance d'oro: 41

Ultima vittoria: 21 giugno 2025 (Gianmaria Scortecci, Elia Cicerchia)

## Il Corteo Storico

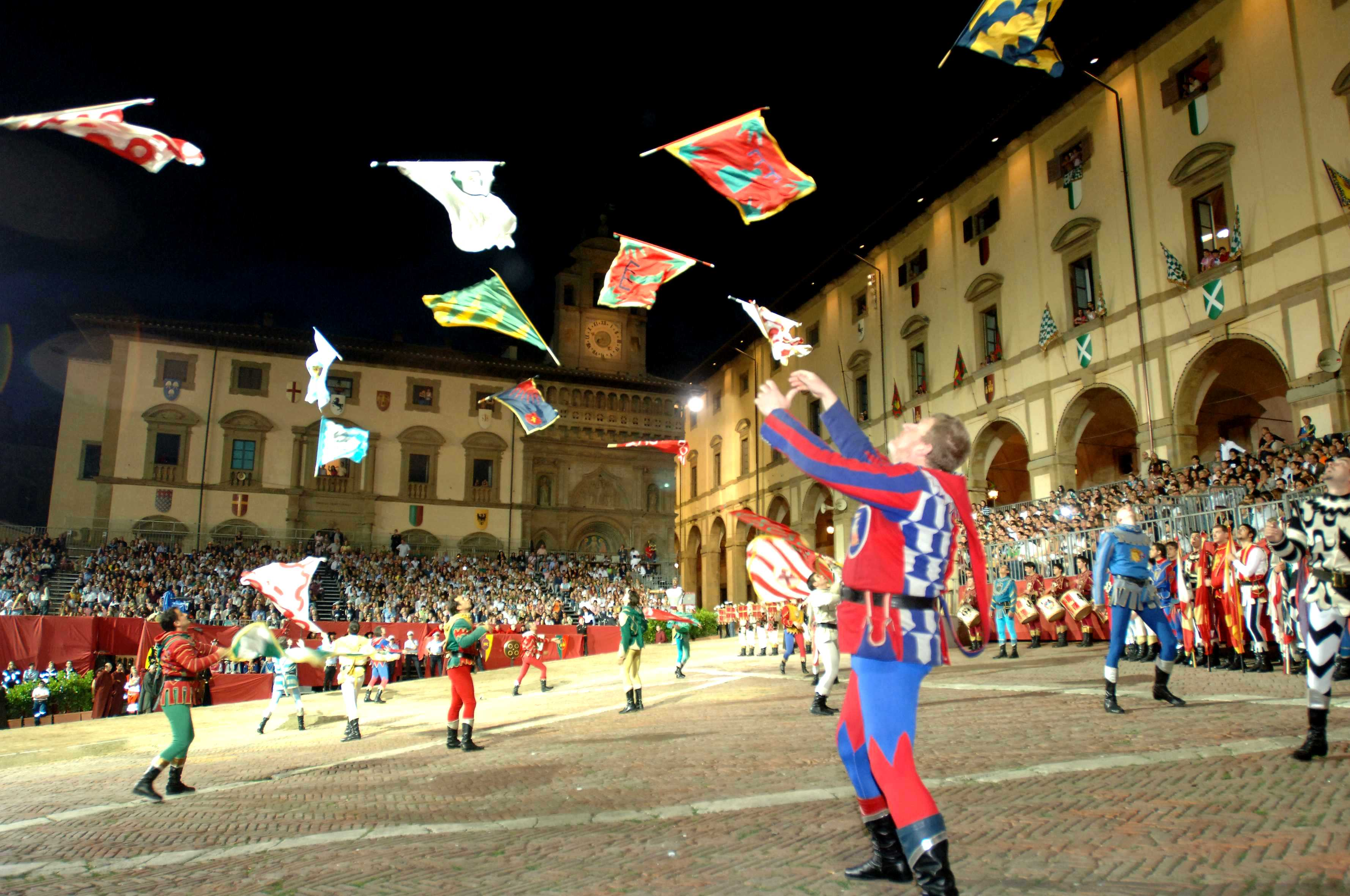
Esibizione degli Sbandieratori Città di Arezzo nell'edizione notturna della Giostra del Saracino

La Giostra odierna è preceduta dall'esibizione degli Sbandieratori e accompagnata dal rullo dei tamburi e dal suono delle chiarine del Gruppo Musici della Giostra del Saracino, indi seguita dall'entrata in Piazza di tutto il corteggio storico della Giostra. Oltre trecento figuranti (311 per la precisione) negli splendidi costumi d'epoca fanno il loro ingresso (secondo l'ordine stabilito nel 1961 sulla base di un "canovaccio" di regia di Fulvio Tului) in Piazza Grande, accompagnati dal calore e dagli applausi dei quartieristi stipati nelle tribune e ai lati della Piazza.

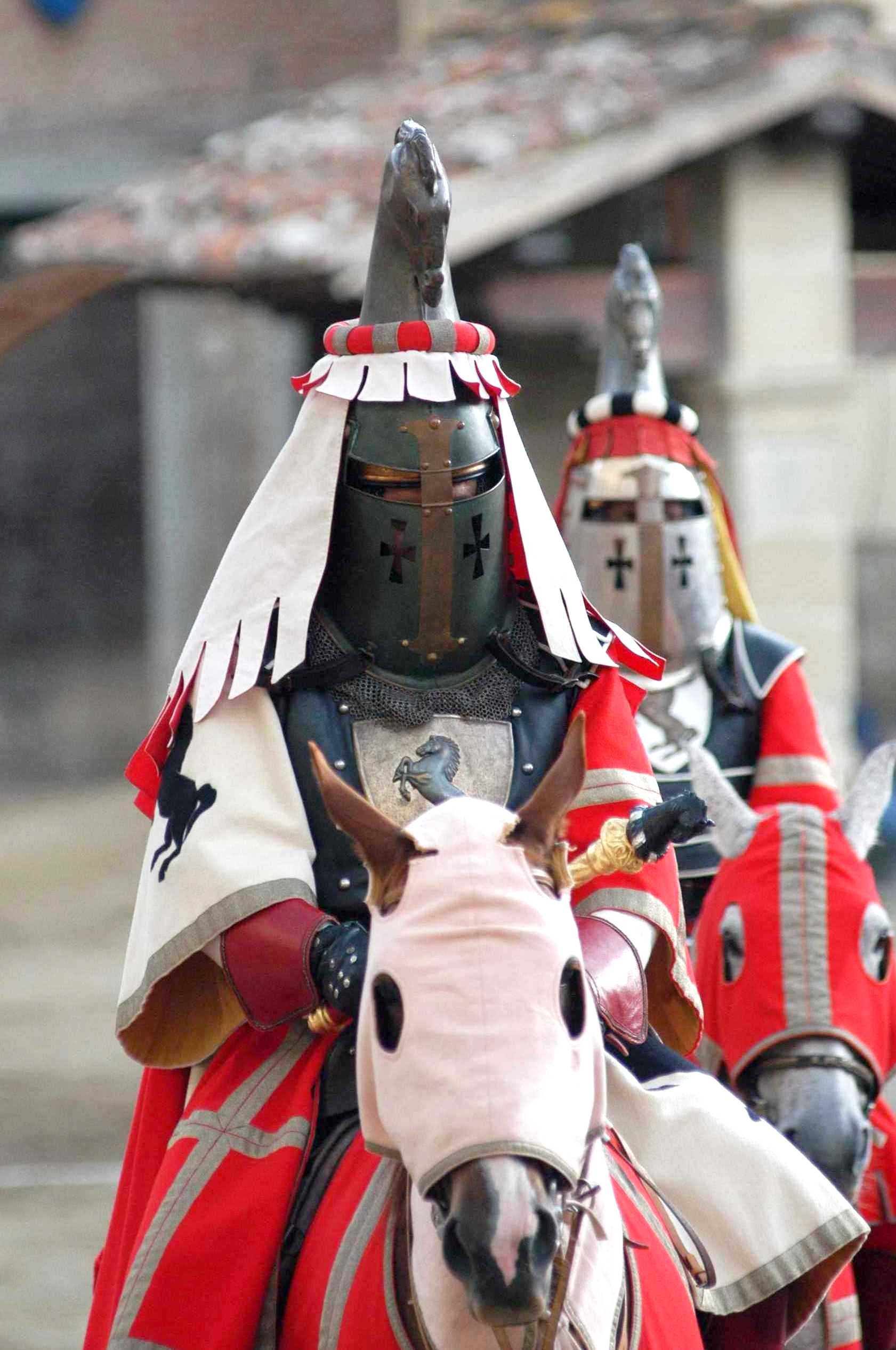
Il Maestro di Campo, massima autorità sulla Lizza, seguito dal suo aiutante

Il primo ad entrare è l'Araldo, seguito dai Rettori (la massima autorità dei quartieri), dalla Magistratura della Giostra (composta dal Primo Magistrato e da altri sette magistrati) e dalla Giuria (formata dal Primo Giudice e da altri quattro giudici). 
È quindi la volta degli sbandieratori, che impugnano le bandiere dei trentanove comuni della Provincia di Arezzo. Questi realizzano un'esibizione, in ogni edizione ispirata ad un diverso tema, dalla pregevolissima fattura e con acrobazie di rara maestria. 
Sono seguiti dal Gruppo Musici (33 chiarine, 11 tamburi, un portalabaro e due lucchi), anche i quali svolgono la propria esibizione musicale. Entrano poi il Cancelliere e i due Famigli del Buratto, questi ultimi addetti all'automa e vestiti in foggia orientale. 
A questo punto è la volta dei figuranti dei quattro quartieri. Il corteo di ogni quartiere consta di un paggetto (solitamente un bambino), quattro tamburini, i vessilliferi recanti gli emblemi delle rispettive casate, quattro dame affiancate dai relativi paggi, nonché dodici armigeri e altrettanti balestrieri agli ordini di un Maestro d'Arme. 
Entrano poi, al galoppo sulla lizza, quasi a provare il compito che di lì a poco li attende, gli otto giostratori (due per quartiere) che prenderanno parte alla giostra. 
Dopo l'ultimo giostratore fanno l'ingresso in Piazza Grande i vessilliferi recanti le insegne della città di Arezzo, i Valletti, custodi della Lancia d'oro, il trofeo della Giostra e i Fanti del Comune. Queste ultime tre figure fanno parte dell'Associazione Signa Arretii. 
Segue poi il Maestro di Campo (che rappresenta il comandante delle milizie e che sul campo è la massima autorità), affiancato dal proprio vice.

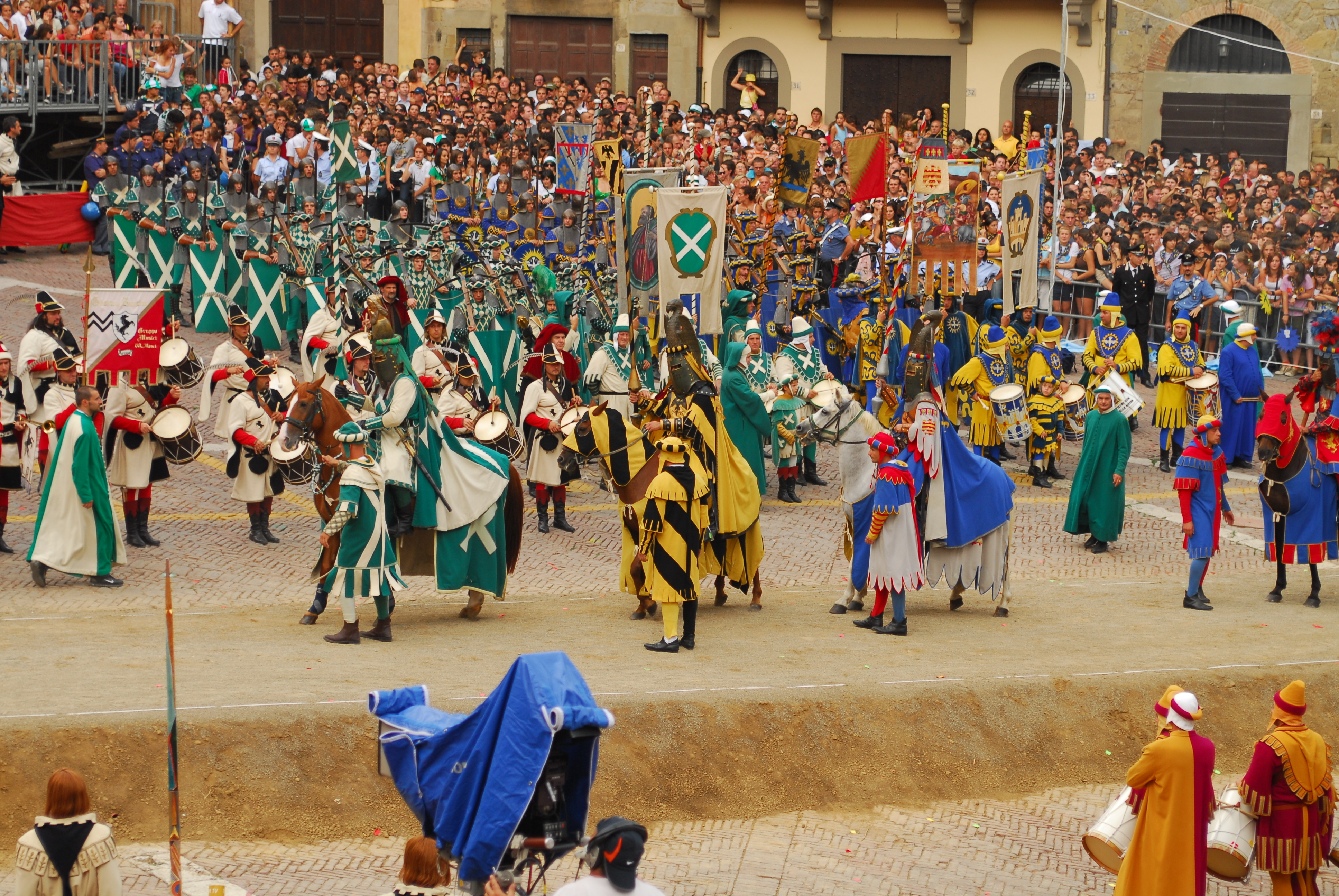
L'ingresso del Corteo Storico in Piazza Grande

Infine, sfilano a cavallo i quattro capitani dei quartieri seguiti rispettivamente dai rappresentanti delle nobili casate.
Una volta completato lo schieramento l'Araldo legge alla Piazza la "Disfida di Buratto", una sorta di dichiarazione di guerra del Re delle Indie ai cavalieri aretini. Successivamente il Maestro di Campo risponde alla sfida lanciata dando l'ordine ai balestrieri dei quartieri di impugnare le armi e scagliare al cielo le frecce al grido "Arezzo!". 
Quindi il Maestro di Campo provvede alla formale richiesta del permesso di correr giostra alla Magistratura. 
A questo punto il Gruppo Musici e i musici degli sbandieratori intonano l'Inno della Giostra del Saracino (divenuto ormai un vero e proprio inno della città di Arezzo), cantato da tutta la Piazza. 
Al termine, il primo giostratore si prepara a correre la sua carriera e la gara può avere inizio.

## Le carriere

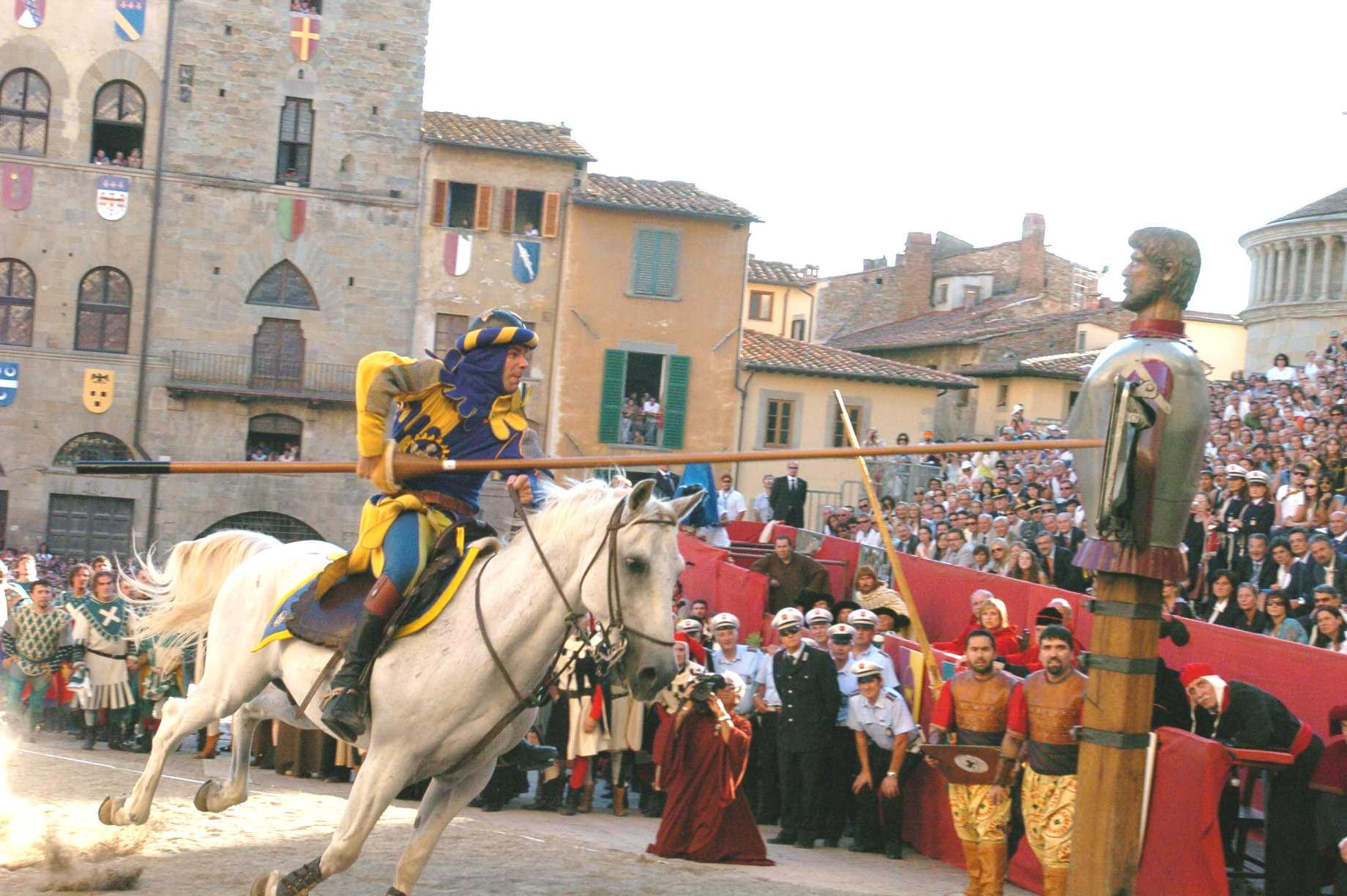
Il momento dell'impatto della lancia con lo scudo del Buratto

Lo svolgimento delle carriere della Giostra del Saracino è disciplinata dal relativo "Regolamento tecnico".
Ogni quartiere dispone di due giostratori (o "cavalieri") e ha diritto a due carriere, corse secondo l'ordine estratto sette giorni prima (la sera del sabato precedente nel caso della Giostra di giugno e la mattina della domenica precedente nel caso di quella di settembre) presso il Palazzo Civico.
In ogni carriera il giostratore impugna una lancia di legno douglas di 3,55 metri, del peso di 4,2 kg (art. 25 del Regolamento). Al segnale dato dal Maestro di Campo, il cavaliere cavalca lungo la lizza (la striscia di terra battuta che percorre in obliquo Piazza Grande) e si lancia contro il Buratto, un fantoccio metallico, caricato a molla e dotato, nella mano sinistra, di uno scudo e, nella destra, di un mazzafrusto a tre corde, ciascuna culminante con una palla di legno, rivestita di cuoio, dal peso di 250 grammi (art. 14).
Prima di ogni carriera i Famigli (cioè, i responsabili) del Buratto caricano la molla di quest'ultimo (che permette al Buratto di ruotare su sé stesso una volta colpito dalla lancia dei giostratori) e sullo scudo appongono un cartellone.

### Il cartellone

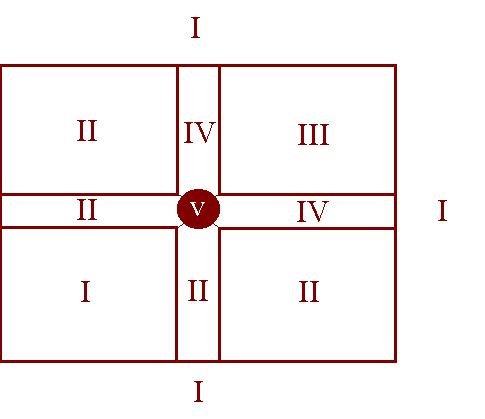
Modello del cartellone apposto allo scudo del Buratto

Il cartellone applicato allo scudo del Buratto è di forma rettangolare e diviso in settori, a ciascuno dei quali corrisponde un punteggio riportato in numeri romani sul rispettivo settore.
Il centro, segnato con un cerchio rosso, vale 5 punti e da esso si dipartono a mo' di croce 4 settori: quello in alto e quello a destra valgono 4 punti, quello in basso e quello a sinistra valgono 2. Ai lati della "croce" si trovano altri 4 settori: quello in alto a destra vale 3 punti, quello in basso a sinistra 1 punto, gli altri valgono 2. Infine il contorno (in alto, a destra e in basso) vale 1.
Lo scopo è naturalmente quello di colpire con la lancia lo scudo cercando di realizzare il punteggio più alto.

### Il mazzafrusto
Il colpo deve essere assestato con rapidità e secondo una traiettoria non troppo stretta, poiché nel Buratto è presente una molla che scatta al momento dell'impatto tra la lancia e lo scudo, facendolo ruotare su sé stesso in senso antiorario: se il cavaliere è lento o affronta il Buratto con una traiettoria troppo interna, rischia di venir colpito dal mazzafrusto.
Peraltro, le palle del mazzafrusto, prima di ogni carriera, vengono immerse in una polvere scura per lasciare un segno visibile sulla montura del giostratore colpito: in tal modo, l'eventuale impatto tra esse e la schiena del giostratore è facilmente ravvisabile dalla Giuria e comporta la decurtazione di 2 punti (ai sensi dell'art. 37).
La decurtazione dei 2 punti avviene anche in caso di assenza di contatto con il mazzafrusto, qualora il giostratore affronti il Buratto con carriera lenta: ciò accade allorché il tempo della carriera, misurato tramite fotocellule, sia superiore a 4,85 secondi (art. 36).
Se, peggio, la carriera è così lenta (e l'impatto tra la lancia e lo scudo è così debole) che il Buratto non ruota, il giostratore perde tutti i punti. 
Circa la mancata rotazione, occorre però verificarne le cause: il 7 settembre 2003 il giostratore di Porta Santo Spirito Carlo Farsetti colpì, infatti, il Buratto a velocità normale, ma l'automa non ruotò, provocando oltretutto la rovinosa caduta del cavaliere. Immediatamente venne appurato un difetto ad una molla, così che la Giuria ordinò la ripetizione della carriera.
D'altra parte, se l'impatto è così violento da "disarmare" il Buratto del suo mazzafrusto, il giostratore ottiene un punteggio supplementare, proporzionale al numero di palle che si sono staccate (1, 2 o 4 punti rispettivamente per 1, 2 o 3 palle; art. 37). Nella storia della Giostra, solo due volte un cavaliere è riuscito a disarmare il Buratto: accadde a Porta Sant'Andrea il 13 giugno 1937 e a Porta del Foro il 1º settembre 1963.

### La lancia

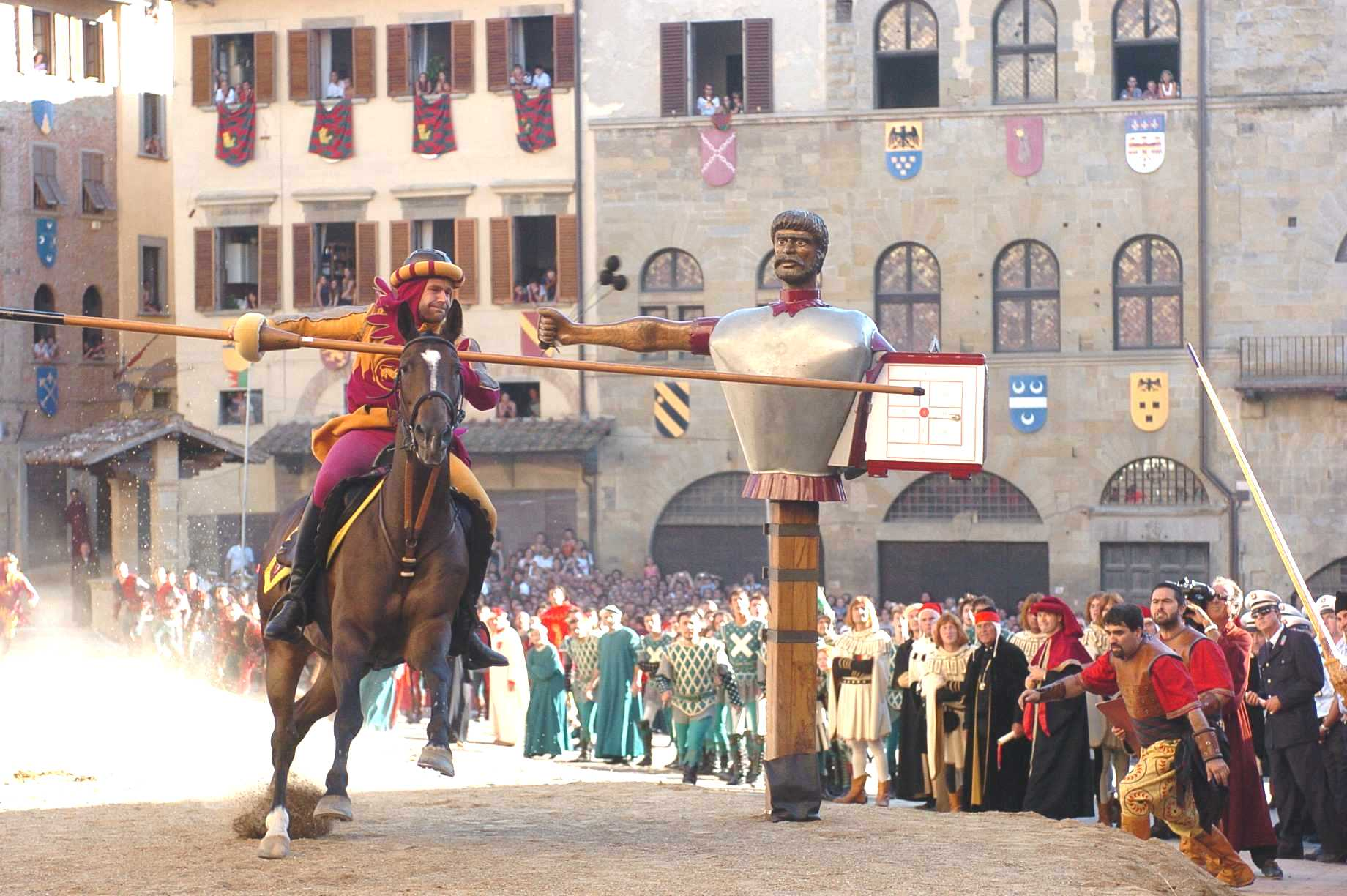
Cavaliere di Porta del Foto dopo l'impatto con il Buratto. Si notano l'automa che ha appena iniziato la rotazione e il segno lasciato dalla lancia in prossimità del punto d'impatto con il cartellone

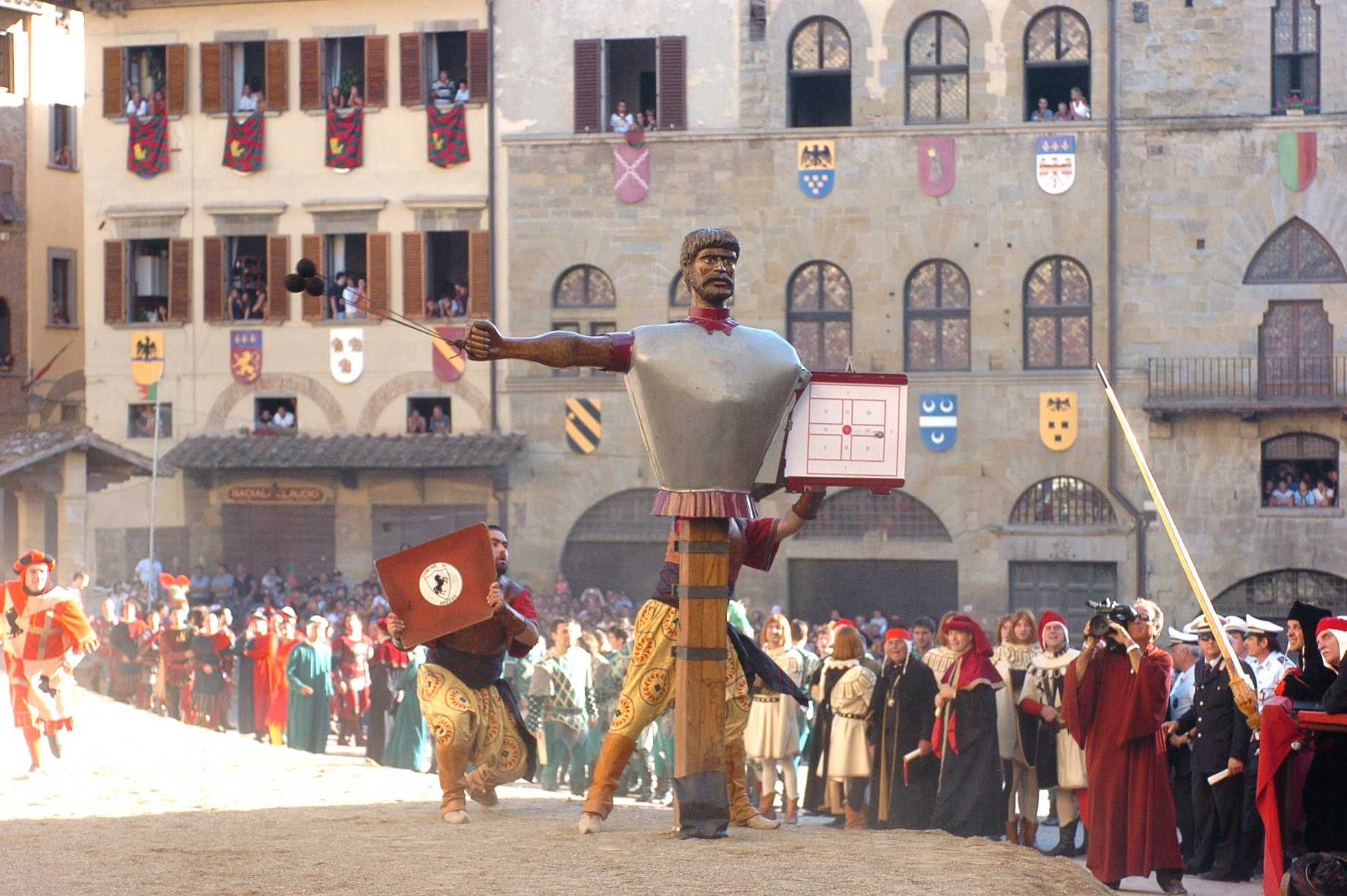
I due Famigli arrestano l'impetuosa azione del Buratto colpito dalla lancia di un cavaliere

Il giostratore deve sostenere l'urto con il Buratto e finire la carriera con la lancia ben salda in mano: nel caso in cui questa cada in terra, il cavaliere perde tutti i punti marcati (art. 42), a meno che egli non sia riuscito ad asportare l'intero mazzafrusto (art. 37). La stessa conseguenza si ha nel caso in cui il giostratore si rifiuti di presentarsi alla Giuria dopo la carriera (art. 39 lett. a).
D'altra parte, se l'impatto è così forte da spezzare la lancia, il giostratore ottiene il doppio dei punti conseguiti sul tabellone (art. 43).

### Riconsegna della lancia e determinazione del punteggio
Una volta conclusa una carriera, i Famigli arrestano la rotazione del Buratto, coprono il cartellone, lo staccano e lo consegnano alla Giuria. Al contempo, il giostratore restituisce la lancia al Cancelliere, che a propria volta la consegna alla Giuria, e si volta per mostrare alla stessa il dorso della propria montura, affinché la medesima si sinceri che non vi siano macchie lasciate dal mazzafrusto. I giurati analizzano il cartellone, nonché la lancia medesima al fine di verificarne l'integrità.
Fino al momento in cui si presenta alla Giuria, il giostratore deve rimanere a cavallo; qualora vi giungesse appiedato, vengono decurtati 2 punti dal punteggio ottenuto (art. 39 lett. b).
Emanato e redatto il verdetto, i giurati lo consegnano al Cancelliere, che a sua volta lo porta dall'Araldo per la lettura alla Piazza.
Sulla base di quanto specificato sopra, il massimo punteggio conseguibile in una singola carriera è il 14, che si ha nel caso in cui il giostratore centri il 5, spezzi la lancia e provochi il distacco delle 3 palle del mazzafrusto.
Di fatto, il più alto punteggio mai realizzato nella storia della manifestazione è del giostratore di Porta Santo Spirito Carlo Farsetti che il 20 giugno 1999 ottenne un 10, centrando il 5 e spezzando la lancia.

### Spareggi
Se, una volta concluse le 2 carriere ordinarie, vi sono almeno due quartieri a parità di punti, si procede alle carriere di spareggio. Queste si corrono fra i soli quartieri ancora in gara, finché non si ha disparità nei punteggi.

### Vittoria
Vince la Giostra del Saracino il quartiere che realizza il punteggio più alto.
Al Rettore del quartiere vincitore è consegnata la Lancia d'oro, che poi viene portata in trionfo per le vie della città fino al Duomo (dove i quartieristi cantano un Te Deum di ringraziamento alla Madonna del Conforto o a San Donato a seconda della dedica della Giostra) e poi alla sede del quartiere, ove i festeggiamenti dureranno per giorni, culminando con la cena della vittoria.

## Vincitori delle ultime quattro Giostre (e Albo d'oro)
- 3 settembre 2023 - Porta Crucifera (giostratori: Lorenzo Vanneschi, Niccolò Paffetti) - 39° lancia d'oro
- 22 giugno 2024 - Porta Santo Spirito  (giostratori: Gianmaria Scortecci, Elia Cicerchia) - 40° lancia d'oro
- 1º settembre 2024 - Porta Sant'Andrea (giostratori: Saverio Montini, Tommaso Marmorini) - 39° lancia d'oro
- 21 giugno 2025 - Porta Santo Spirito (giostratori: Gianmaria Scortecci, Elia Cicerchia) - 41° lancia d'oro

## La settimana della Giostra
La lizza e il buratto vengono posti in Piazza Grande una settimana prima dello svolgimento della Giostra, così da permettere ai giostratori e cavalli di prepararsi, con turni di prova di quarantacinque minuti al giorno per ogni quartiere.
Il giovedì antecedente alla Giostra di giugno e il venerdì antecedente alla Giostra di settembre, si svolge la Prova Generale (volgarmente detta "provaccia"), ossia una giostra a tutti gli effetti di tutta la rappresentazione, gara compresa, con i figuranti privi dei costumi di scena. La differenza con la Giostra "vera" è che a sfidarsi sono i giostratori di riserva.
Tradizionalmente si pensa che chi vinca la provaccia si assicuri la perdita della futura giostra, consolandosi comunque con un banchetto a base di porchetta offerto da un'associazione di macellai.
Durante i dieci giorni che precedono la manifestazione, ogni quartiere organizza una serie di eventi e di attività sociali, culturali e ricreative che ogni sera coinvolgono una enorme quantità di persone. Gli eventi di avvicinamento culminano con la "cena propiziatoria" alla vigilia della Giostra: una cena che prevede più di mille commensali per ogni quartiere, allestita nei rispettivi spazi all'aperto, per le vie del centro della città.

## Fumetti
La Giostra del Saracino è stata al centro di una storia a fumetti della Disney: si tratta di Zio Paperone e la Giostra del Saracino, pubblicata sul numero 1606 di Topolino.

## Videogiochi
Il 15 giugno 2010 viene distribuito un videogioco gratuito dedicato alla Giostra del Saracino realizzato in collaborazione con il Comune di Arezzo e l'Istituzione Giostra del Saracino.
Realizzato con tecnologia Unity3D e giocabile direttamente dal web browser tramite il sito dedicato, il videogioco permette di calarsi nei panni del giostratore di uno dei quattro quartieri e correre una fedele rappresentazione del torneo, inclusa la lettura del punteggio alla piazza con la voce originale dell'Araldo storico della manifestazione, Gianfrancesco Chiericoni.
Sono previsti fino a quattro giocatori in multiplayer online e classifiche globali con un apposito albo d'oro virtuale.
Il 14 agosto 2014 l'homepage del videogioco viene aggiornata con uno splash screen facente riferimento ad una imminente nuova versione del gioco. Nella pagina sono visibili un'immagine di gioco raffigurante l'araldo nell'atto di leggere l'esito di una carriera di gioco.
Durante la prima settimana di settembre 2014 la nuova versione del sito viene attivata, con link alla versione 2.0 del videogioco per Android e, quasi un mese dopo, iOS. La nuova versione permette sfide online tramite dispositivi mobile (Android e iOS), una modalità offline in single player e multiplayer sullo stesso dispositivo, a turni, e una modalità di pratica. Con la pubblicazione di questa nuova versione la classifica della precedente versione del gioco è stata congelata e resa disponibile per la sola consultazione, mentre una nuova classifica è stata attivata dato la considerevole modifica nelle meccaniche di gioco.
Il gioco mostra una nuova e più fedele ricostruzione di Piazza Grande effettuata attraverso rilievi fotografici, riprese effettuate con un drone e calcoli delle misure utilizzando i riferimenti di Google Maps. Anche la posizione del sole ricalca perfettamente l'inclinazione della luce che si ha nella piazza all'ora della Giostra nel mese di settembre.
Il posizionamento della lizza è stato poi effettuato partendo da immagini fotografiche.
Tutti i modelli di Giostratori, Cavalli, figuranti e perfino l'araldo sono stati rivisti interamente, così come i cicli di animazione della corsa e del movimento del Giostratore in prossimità del buratto.
La meccanica di gioco è stata interamente rivista per essere più divertente e soprattutto fruibile su periferiche touch.